# Sidomakmur (Widodaren)
Sidomakmur is een bestuurslaag in het regentschap Ngawi van de provincie Oost-Java, Indonesië. Sidomakmur telt 4162 inwoners (volkstelling 2010).